# Line Manga
Line Manga (LINEマンガ?) es una plataforma de manga y webtoon en línea y una aplicación para teléfonos inteligentes operada por Line Corporation. Originalmente se lanzó solo con títulos de manga con licencia, pero pronto se expandió para incluir webtoons originales.

## Historia
Line lanzó por primera vez su servicio de manga en 2013 ofreciendo títulos de manga con licencia para comprar. Una de las características más importantes del servicio fue su integración con la aplicación de mensajería Line, los usuarios podían recomendar y compartir títulos de manga con amigos en la aplicación, recolectar calcomanías especiales que eran exclusivas de los títulos comprados en el servicio y usar la moneda digital de Line para comprar. títulos. En 2017, Line Manga introdujo la capacidad de leer algunos capítulos de manga de forma gratuita, similar al modelo de webtoon que había utilizado con su servicio Naver Webtoon. Naver, el propietario coreano de Line, decidió en 2018 que cerraría su servicio japonés de Naver Webtoon (conocido como XOY en Japón) y lo fusionaría con Line Manga trayendo consigo no solo sus webtoons traducidos sino también sus webtoons japoneses nacionales al servicio. Desde su lanzamiento, ha crecido hasta convertirse en la segunda aplicación de manga más popular en Japón detrás de Piccoma y ha alcanzado más de 23 millones de descargas desde su creación.